# 太陽の女
『太陽の女』（たいようのおんな）は、KBSで2008年に放送されたテレビドラマ（韓国ドラマ）。全20話。
日本では、BS日テレで2009年秋の月～金曜 12：00～12：54に放送された。また13：30～14：24の枠で放送されたこともある。その後、フジテレビにて『韓流α』枠で2010年2月1日から2010年3月1日まで毎週月曜から金曜14時7分 - 15時00分（2010年2月24日のみ14:10 - 15:00で放送）に放送された。またBSフジ『韓ドラ☆17』枠にて、2011年2月18日から3月18日まで毎週月曜から金曜17時00分 - 17時54分で放送された。

## 内容
ある日、誰にも言えない過去を持つ韓国一の人気アナウンサーであるシン・ドヨン（キム・ジス）が、生き別れた妹のユン・サウォル（イ・ハナ）と出会ってしまう。そしてその日から、これまで裕福に暮らしてきたドヨンの人生が崩れ始める。

## キャスト
日本での放送は声優での放送と字幕での放送と2パターンある。
- シン・ドヨン（申度英） - キム・ジス（金智秀）、幼少期：シム・ウンギョン（沈恩京）（声： 小林さやか）
- キム・ジュンセ（金俊世） - ハン・ジェソク（韓載錫、声： 藤真秀）
- ユン・サウォル（尹四月） - イ・ハナ（李荷娜、声：小島幸子）
- チャ・ドンウ（車東宇） - チョン・ギョウン（鄭糠雲、声： 早志勇紀）
- シン・スホ - カン・インドク
- チェ・ジョンヒ（崔廷熙） - チョン・エリ（鄭愛利）
- パク・ヨンジャ - ハ・ジェスク
- コ・フン - アン・ジョンフン
- チャン・シウン - キム・ヘウン

## スタッフ
- 脚本 - キム・イニョン（金仁英）

## 各話・放送日・サブタイトル

### 日本
- 第1話 光と影
- 第2話 運命の引き金
- 第3話 初恋との再会
- 第4話 腰の傷跡
- 第5話 毛糸の首飾り
- 第6話 つかの間の喜び
- 第7話 認めたくない真実
- 第8話 忍び寄る影
- 第9話 ニセの妹
- 第10話 破れた恋心
- 第11話 ドヨンの支え
- 第12話 よみがえる記憶
- 第13話 人生を狂わせた嘘
- 第14話 もつれた人生の糸
- 第15話 二人姉妹
- 第16話 姉妹の争い
- 第17話 落ち着く場所
- 第18話 幸せをつかむために
- 第19話 残酷な運命
- 第20話 永遠の愛